# Пливање на Летњим олимпијским играма 1904 — 220 јарди слободно за мушкарце
Пливачака дисциплина 220 јарди (201,17 м) слободно за мушкарце била је једна од десет пливачких дисциплина на програму Летњих олимпијских игара 1904. у Сент Луису. Пошто је ово било једино пливачко такмичење у историји олимпијског пливања у којем су се поједине деонице мериле у јардима, то је и ова дисциплина први и једини пут била на олимпијском програму.
Такмичење је одржано 7. септембра 1904. Учествовала су четири пливача из 2 земље.

## Земље учеснице
- Немачка (1)
- САД (3)

## Победници
|                     |                    |                    |
| Чарлс Данијелс, САД | Frank Gailey , САД | Емил Рауш, Немачка |

## Финале
Због малог броја учесника није било предтакмичења, па су сва четворица директно учествовали у финалу.
|    | Чарлс Данијелс, САД | 2:44,2 |
|    | Francis Gailey, САД | 2:46,0 |
|    | Емил Рауш, Немачка  | 2:56,0 |
| 4. | Едгар Адамс, САД    | неп.   |